# アイス・プリンセス
『アイス・プリンセス』（原題：Ice Princess）は、アメリカ合衆国の映画。

## キャスト
※括弧内は日本語吹き替え
- ケイシー - ミシェル・トラクテンバーグ（小笠原亜里沙）
- ジョアン - ジョーン・キューザック（塩田朋子）
- ティナ - キム・キャトラル（勝生真沙子）
- ジェン - ヘイデン・パネッティーア（沢城みゆき）
- テディ - トレヴァー・ブルーマス（鉄野正豊）
- ニッキー - カーステン・オルソン（小林麻由子）
- ゾーイ - ジュリアンナ・カンナロッソ（渡辺明乃）